# Telescopische tribune
Een telescopische tribune (ook telescooptribune, uitschuiftribune, inschuiftribune of inklaptribune) is een type tribune die wordt toegepast in multifunctionele sport-, cultuur- en onderwijsgebouwen zodat een zaal multifunctioneel inzetbaar is voor diverse gebruikers en gebruikerstoepassingen. De structuur is op zo’n wijze ontworpen dat een volledig ingeschoven tribune minimaal plaats in neemt. In uitgeschoven stand kunnen de bezoekers plaatsnemen met een goed zicht op het speelvlak.
Afhankelijk van de grootte van de tribune kan deze handmatig of elektrisch uit- en ingeschoven worden. Elektrisch aangedreven tribunes kennen een tweetal mogelijke aandrijftechnieken. Dit kan met behulp van trommelmotoren of met behulp van het duwkettingsysteem.
Een telescopische tribune is opgebouwd uit constructiestaal en bestaat onder andere uit wielwagens met verticale staanders, windverbanden, geleidingen, platforms, leuningen en stoelen of kunststof zitjes. De publieke functie van de telescooptribune vraagt om een gegarandeerde, veilige en stabiele structuur waar personen gedurende langere tijd op plaats kunnen nemen. 
Binnen de Europese Unie dient de stalen constructie ontworpen te worden volgens de eisen gesteld in de norm EN 13200 (1-3-4-5) en gebouwd te worden conform de Europese bouwproductenrichtlijn CPR 305/2011. De sterkte- en stabiliteitsberekeningen worden berekend conform Eurocode 3. De constructie dient te worden afgeleverd met prestatieverklaring (DoP = Declaration of Performance) en CE-verklaring. Een DoP beschrijft essentiële eigenschappen van een bouwproduct. Telescooptribunes vallen onder de Machinerichtlijn 2006/42/EG) en moeten voldoen aan de geldende veiligheidsrichtlijnen.